# Thomas Couët
El padre Thomas Cyrille Couët (1861-1931) fue un sacerdote católico y autor de Quebec. conocido por sus opiniones antimasónicas. 

## Referencias

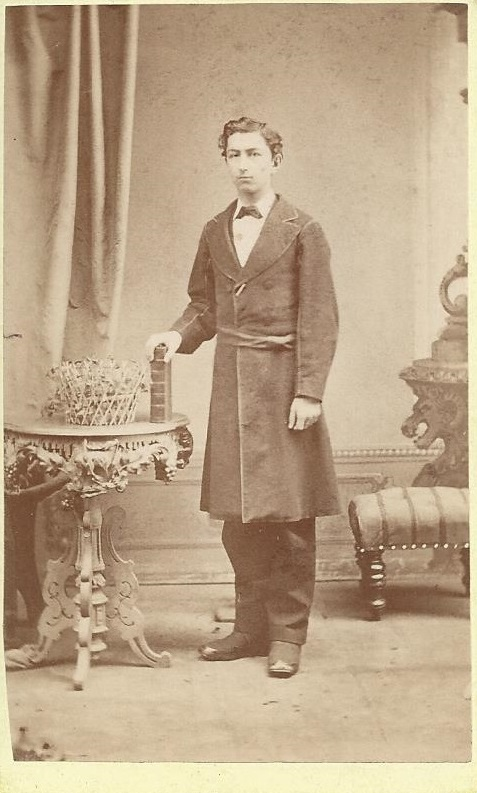
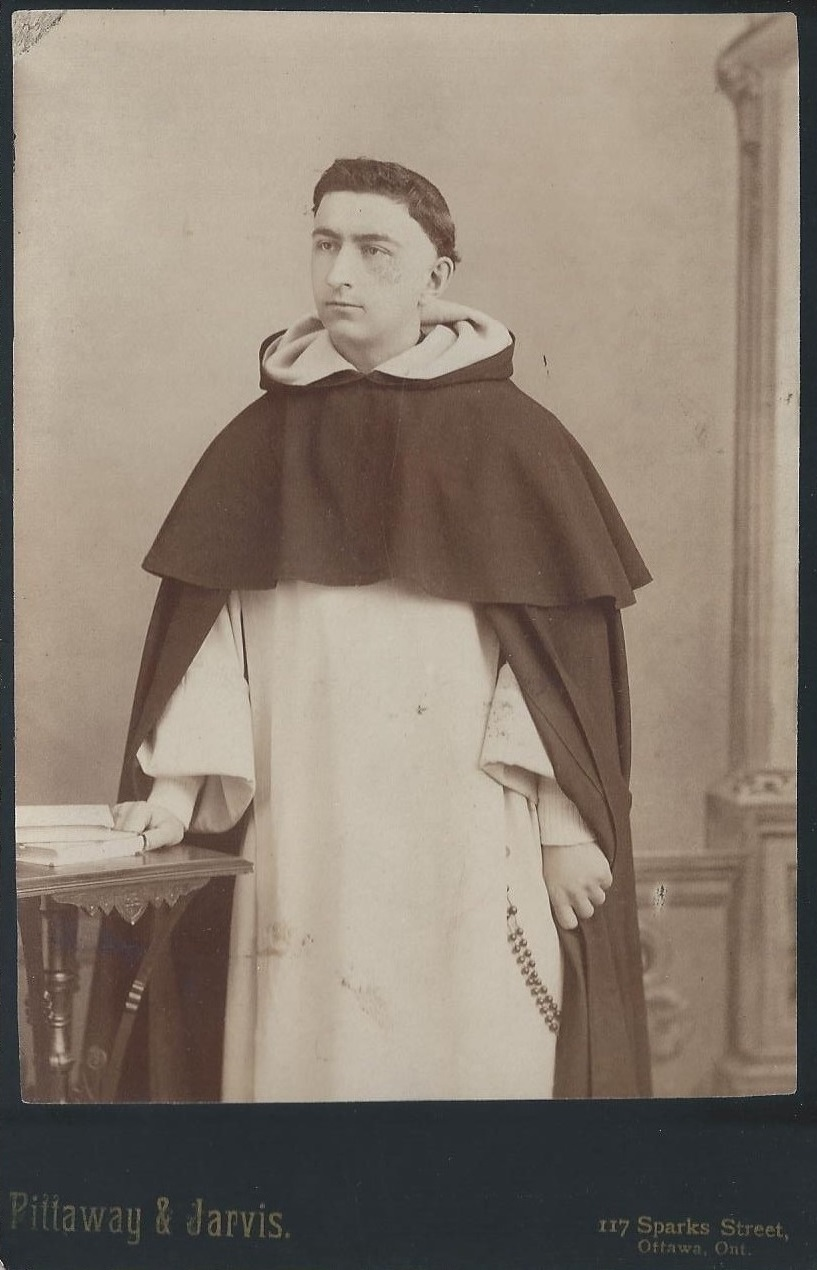
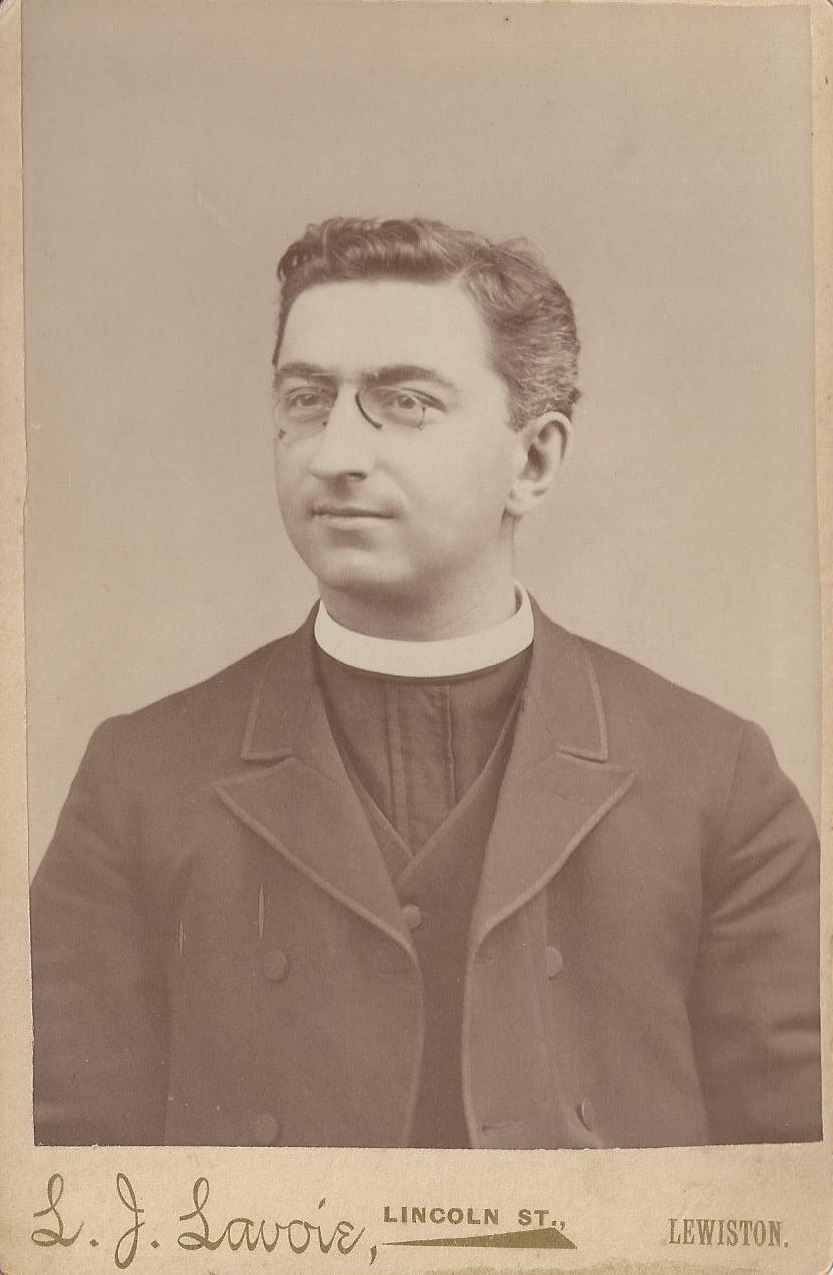